# Maria Wojtyła-Świerzowska
Maria Wojtyła-Świerzowska (ur. w 1943 r. w Krakowie) – polonistka, językoznawczyni, slawistka, indoeuropeistka, profesor tytularny w zakresie nauk humanistycznych.

## Praca badawcza i dydaktyczna
Od czasów studiów na Wydziale Filologicznym Uniwersytetu Jagiellońskiego zajmuje się językoznawstwem w szerokim spektrum problemów: przede wszystkim językoznawstwem materiałowym diachronicznym (słowiańskim i indoeuropejskim), co wiąże się z długoletnią pracą w Instytucie Slawistyki Polskiej Akademii Nauk przy opracowywaniu Słownika prasłowiańskiego – słownika leksykalnych rekonstruktów z doby wspólnoty prasłowiańskiej, wydawanego pod redakcją Franciszka Sławskiego, t. I–VIII i n. (Ossolineum 1974–2001).
Dokonania naukowe koncentrują się głównie wokół językoznawstwa porównawczego słowiańskiego i indoeuropejskiego. Specjalizuje się w większych i mniejszych pracach o charakterze monograficznym – monografie słowotwórcze prasłowiańskie i monografie pewnych kręgów semantycznych, np. czasu, przestrzeni, prawa – pisanych z kognitywistycznego punktu widzenia, językowego obrazu świata, który się wyłania podczas badań etymologicznych – zawsze na płaszczyźnie porównawczej indoeuropejskiej.
Wiedza zgromadzona podczas pracy badawczej pozwoliła na prowadzenie zajęć dydaktycznych (od 1994 r. w Uniwersytecie Jana Kochanowskiego w Kielcach, a potem w Uniwersytecie Pedagogicznym w Krakowie, krótko też w Akademii Polonijnej w Częstochowie). Prowadziła zajęcia (wykłady, ćwiczenia, seminaria) slawistyczne i polonistyczne z elementami indoeuropeistycznymi.

## Życiorys naukowy
- 1960 – matura ogólnokształcąca w Rybniku;
- 1961–1966 – studia polonistyczne na Wydziale Filologicznym Uniwersytetu Jagiellońskiego; seminarium magisterskie u prof. Witolda Taszyckiego;
- 1966–1971 – staż i czteroletnie studia doktoranckie w Katedrze Językoznawstwa Ogólnego i Indoeuropejskiego Uniwersytetu Jagiellońskiego pod opieką naukową prof. Jana Safarewicza;
- 1971–2003 – praca w krakowskiej Pracowni Języka Prasłowiańskiego Instytutu Słowianoznawstwa (potem Slawistyki) Polskiej Akademii Nauk w Warszawie;
- 1974 – doktorat z zakresu językoznawstwa słowiańskiego na Wydziale Filologicznym Uniwersytetu Jagiellońskiego na podstawie rozprawy Prasłowiańskie nomen agentis, pod kierunkiem prof. Franciszka Sławskiego;
- 1992 – habilitacja w Instytucie Slawistyki Polskiej Akademii Nauk w Warszawie na podstawie monografii Prasłowiańskie abstractum. I. Formacje tematyczne (stopień doktora habilitowanego nauk humanistycznych w zakresie językoznawstwa);
- 2002 – profesura tytularna w zakresie nauk humanistycznych na podstawie monografii  Prasłowiańskie abstractum. Sufiksalne nomina actionis. Formacje z podstawowym sufiksalnym elementem -n-, -t-[2].

## Wybrane publikacje
- Prasłowiańskie nomen agentis. Monografie Slawistyczne nr 30, Ossolineum, Wrocław 1974, s. 157 [dostęp 2021-05-07].
- Słowiańskie nomen agentis na -ь < *- i-s, [w:] Studia indoeuropejskie. Études indo-européennes. Ioanni Safarewicz septuagenario ab amicis, collegis, sodalibus animo oblatum gratissimo, Ossolineum, Wrocław 1974, s. 279–283.
- Z historii polskiego słownictwa: perkaty, parskonosy, „Język Polski” LX, 1980, s. 24–30.
- Z historii wyrazów polskich: okół, okolica, „Język Polski” LX, 1980, s. 159–163.
- Terminologija agrarnoj obrjadnosti kak istočnik izučenija drevnej slavjanskoj duchovnoj kul’tury, [w:] Slavjanskij i balkanskij fol’klor. Rekonstrukcija drevnej slavjanskoj kul’tury: istočniki i metody, red. N.I. Tolstoj, Moskva 1989, s. 207–214.
- O nazwach przedpościa w językach słowiańskich (ogsł. męsopustъ, płn. zapustъ, płd. poklady i in.), „Rocznik Slawistyczny” XLVII, 1991, s. 41–58.
- Dlaczego głuchy nie słyszy? Rozważania o etymologii psł. *gluchъ, „Južnoslovenski filolog” XLVII, 1991, s. 209–220.
- Prasłowiańskie abstractum. Słowotwórstwo. Semantyka. I. Formacje tematyczne. Prace Slawistyczne nr 96, Slawistyczny Ośrodek Wydawniczy, Warszawa 1992, s. 185 [dostęp 2021-05-07].
- On certain Slavic and Baltic word-formation parallels, „Linguistica Baltica” 1, 1992, s. 183–192.
- Słowiańskie nazwy czasu. *Časъ , *godъ , *čelo, *doba, *pora, *vermę, „Rocznik Slawistyczny” XLIX, 1994, s. 15–29.
- Slavic vocabulary of time. Analecta Indoeuropaea Cracoviensia Ioannis Safarewicz memoriae dicata, ed. W. Smoczyński, Kraków 1995, s. 503–513.
- On some centum elements in Slavic: Proto-Slavic*gord (:* zord), „Linguistica Baltica” 4 (Kuryłowicz Memorial Volume), 1995, s. 239–245.
- Elementy kentumowe w słownictwie prasłowiańskim, [w:] Prasłowiańszczyzna i jej rozpad, red. W. Boryś i J. Rusek, Kraków 1998, s. 47–57.
- Kognitywizm w etymologii, „Rocznik Slawistyczny” LI, 1998, s. 17–31.
- Czytanie, pisanie, liczenie, a także nauka – prasłowiańskie dziedzictwo w polszczyźnie?, [w:] Przeszłość w językowym obrazie świata, red. A. Pajdzińska i P. Krzyżanowski, Wydawnictwo UMCS, Lublin 1999, s. 129–137.
- O robotkach i potwarzach czartowskich. Uwagi o formacjach antyfrastycznych w polszczyźnie, [w:] Rozwój polskiego systemu językowego, red. B. Walczak i Z. Krążyńska, Kraków 1999, s. 273-278.
- Prasłowiańskie synonimy *těnь, *stěnь,  *sěnь, [w:] Studia linguistica in honorem Stanislai Stachowski, red. E. Mańczak-Wohlfeld, Wydawnictwo Uniwersytetu Jagiellońskiego, Kraków 2000, 159–165.
- O bliźnie i ubliżaniu. Czy na pewno archaizmy semantyczne?, [w:] W świecie słów i znaczeń. Księga pamiątkowa dedykowana Profesorowi Bogusławowi Krei, pod red. J. Maćkiewicz i E. Rogowskiej, Wydawnictwo Uniwersytetu Gdańskiego, Gdańsk 2001, s. 325–331.
- Prasłowiańskie abstractum. Sufiksalne nomina actionis. Formacje z podstawowym sufiksalnym -n- i -t-. Prace Slawistyczne nr 112, Slawistyczne Wydawnictwo Naukowe, Warszawa 2002, s. 173  [dostęp 2021-05-07].
- Przestrzeń domu u Słowian, [w:] Przestrzeń w języku i w kulturze. Problemy teoretyczne. Interpretacje tekstów religijnych, pod red. J. Adamowskiego, Lublin 2005,  s. 187–193.
- Słownictwo czasu i przestrzeni. Język a Kultura 19. Czas – Język – Kultura, pod red. A. Dąbrowskiej i A. Nowakowskiej, Wrocław 2006, s. 67–72.
- Prasłowiańskie dziedzictwo leksykalne w polskim słownictwie prawnym: prawo, zakon, cena, wina, kara, [w:] Język w urzędach i w sądach. Biblioteka Tradycji nr XLIV, pod red. M.T. Lizisowej, Kraków 2006, s. 67–74.
- The place of abstract nouns in the Indo-European word formation system, [w:] Językoznawstwo historyczne i typologiczne: w 100-lecie urodzin profesora Tadeusza Milewskiego [kom. red. Leszek Bednarczuk, Wojciech Smoczyński, Maria Wojtyła-Świerzowska]. Rozprawy Wydziału Filologicznego, t. 76, Polska Akademia Umiejętności, Kraków 2008, s. 463–475.
- Kalendarz u Słowian, [w:] Wczesna Słowiańszczyzna: przewodnik po dziejach i literaturze przedmiotu, t. 1: A–Z, pod red. A. Wędzkiego, [oprac. H. Dalewska-Greń et al.], Instytut Slawistyki Polskiej Akademii Nauk, Fundacja Slawistyczna, Warszawa 2008, 227-229.
- Prasłowiańskie leksykalne i słowotwórcze dziedzictwo ewangelijnych przekładów cyrylo-metodejskich (część I). Annales Universitatis Paedagogicae Cracoviensis 64. Studia Russologica II, 2009, s. 83–90.
- Faktografia w badaniach histrorycznojęzykowych, [w:] Faktografia w badaniach historycznych, pod red. K. Kleszczowej i J. Gwioździk, wydawca: Biblioteka Śląska, Katowice 2009, s. 115–122.
- Słowiańskie etymologie trudne, [w:] Polszczyzna i inne języki, red. A. Bochnakowa, L. Bednarczuk, J. Waniakowa, Wydawnictwo Uniwersytetu Jagiellońskiego, Kraków 2009, s. 21–27.
- Droga w językach słowiańskich na tle indoeuropejskim, [w:] Droga w języku i kulturze. Analizy antropologiczne, pod red. J. Adamowskiego i K. Smyk, Wydawnictwo UMCS, Lublin 2011, s. 11-16.
- Prasłowiańskie leksykalne i słowotwórcze dziedzictwo ewangelijnych przekładów cyrylo-metodejskich (część II). Annales Universitatis Paedagogicae Cracoviensis 81. Studia Russologica III, 2010, s. 82–86.
- O mocy i niemocy słowa, [w:] „Słowa, słowa, słowa”... w komunikacji językowej III, pod red. M. Grabskiej, wydawca: Fundacja Rozwoju Uniwersytetu Gdańskiego, Gdańsk 2011, s. 145–150.
- O kilku wyrazach gwarowych: na ozaist, na wykieł, nicma, na ręby, zamatorzały, [w:] W przestrzeni języka. Prace ofiarowane profesor Elżbiecie Koniusz z okazji Jej jubileuszu, red. M. Marczewska i S. Cygan, Wydawnictwo Uniwersytetu Jana Kochanowskiego w Kielcach, Kielce 2012, s. 643-649.
- Jeszcze o przezwiskach, „Językoznawstwo” 1(8), 2104, s. 107-115  [dostęp 2021-05-07].
- Names of mental operations in Polish against the Slavic background, „Studia Linguistica Universitatis Iagellonicae Cracoviensis”, 132 (2015), s. 63– 69 [dostęp 2021-05-07].
- Kilkaset autorskich artykułów hasłowych w Słowniku Prasłowiańskim (t. I–VIII).
- Wiele recenzji, z których na uwagę zasługuje: [rec.] Andrzej Bańkowski, Etymologiczny słownik języka polskiego, I–II (do litery p), Wydawnictwo Naukowe PWN, Warszawa 2000, „Język Polski” LXXXII, 2002, s. 354-359 oraz opinia dla Rady Języka Polskiego w tej sprawie [dostęp 2021-05-07].
- PRZEKŁAD: Z. Gołąb, O pochodzeniu Słowian w świetle faktów językowych, Universitas, Kraków 2004, 405 s. (Z. Gołąb, The Prehistory of the Slavs. A Linguist’s View, Slavica Publishers, Inc., Ohio 1992).

## Członkostwa
- od 1973 – członek Polskiego Towarzystwa Językoznawczego[4]
- od 1991 – członek Komisji Językoznawstwa Krakowskiego oddziału Polskiej Akademii Nauk[5]
- 2000-2003 – wiceprzewodnicząca Polskiego Towarzystwa Językoznawczego[6]

## Nagrody i odznaczenia
- 1994 – Nagroda  im. Kazimierza Nitscha w dziedzinie językoznawstwa przyznana przez Wydział Nauk Społecznych Polskiej Akademii Nauk[7].
- 2004 –  Złoty Krzyż Zasługi na wniosek Prezesa Polskiej Akademii Nauk za zasługi w pracy naukowej i dydaktycznej[8].